# Gualtieri
Gualtieri – miejscowość i gmina we Włoszech, w regionie Emilia-Romania, w prowincji Reggio Emilia.
Według danych na rok 2004 gminę zamieszkiwało 6230 osób, 173,1 os./km².